# Lajos Gönczy
Lajos Gönczy (né le 24 février 1881 à Szeged et mort le 4 décembre 1915 à Doberdò del Lago) est un athlète austro-hongrois spécialiste du saut en hauteur qui a concouru aux Jeux olympiques sous la nationalité hongroise.

## Carrière

### Palmarès
| Date | Compétition                   | Lieu        | Résultat | Performance |
| ---- | ----------------------------- | ----------- | -------- | ----------- |
| 1900 | Jeux olympiques d'été         | Paris       | 3e       | 1,75 m      |
| 1904 | Jeux olympiques d'été         | Saint-Louis | 4e       | 1,75 m      |
| 1906 | Jeux olympiques intercalaires | Athènes     | 2e       |             |

### Records
| Épreuve         | Performance | Lieu | Date |
| --------------- | ----------- | ---- | ---- |
| Saut en hauteur | 1,82 m      |      | 1902 |